# 宮川村立坂下小学校洞分校
宮川村立坂下小学校洞分校（みやがわそんりつ さかしもしょうがっこう　ほらぶんこう）は、かつて岐阜県吉城郡宮川村（現・飛騨市宮川町）に存在した公立小学校の分校。

## 概要
- 坂下小学校の分校であり、宮川村洞（旧・吉城郡坂下村大字洞）が校区であった。1967年廃校。
- この地区は1896年に黒鉛鉱山が創業しており、その従業員の増加に伴って開校。鉱山が1950年頃閉山したこともあり過疎化が進み、2018年現在、洞地区に登録している住民は無く、事実上廃村となっている（冬期間無住地区）。
- 跡地は洞公民館となっている。

## 沿革
- 1900年（明治33年） - 洞に坂下尋常小学校洞分教場を設置する[注釈 2]。
- 1905年（明治38年） - 坂下尋常高等小学校洞分教場に改称する。
- 1941年（昭和16年）4月1日 - 坂下国民学校洞分教場に改称する。
- 1947年（昭和22年）4月1日 - 坂上村立坂下小学校洞分校に改称する。
- 1956年（昭和31年）9月30日 - 坂上村と坂下村と合併し、宮川村が発足。同時に宮川村立坂下小学校洞分校に改称する。
- 1967年（昭和42年）3月 - 廃止。